# Jared (Akaleweled)
Jared (imię świeckie Yared Akaleweled, ur. 1963) – duchowny Etiopskiego Kościoła Ortodoksyjnego, od 2013 biskup Somalii.

## Życiorys
Sakrę otrzymał 26 sierpnia 2005 jako biskup Wschodniego Welega. W 2013 został mianowany biskupem Somalii.